# Schwallenbach
Schwallenbach ist ein Ort und eine Katastralgemeinde der Gemeinde Spitz in der Wachau.

## Geographie
Schwallenbach liegt am linken Donauufer zwischen Willendorf in der Wachau und Spitz.

## Geschichte
Schwallenbach wurde bereits 830 durch Ludwig den Frommen erstmals urkundlich erwähnt, als es als Schenkung von Karl dem Großen an das bayrische Kloster Niederaltaich kam. 1170 wird erstmals die Ansiedlung der Familie von Suedlinpach erwähnt, zunächst mit Haedwinius von Suelinpach und 1243 mit Heinrich von Swelmpach, dessen Familienwappen heute noch als „Schwellmbacher“ Wappen über dem Kircheneingang zu sehen ist. 1443 wurde ein Richter und Rat des nun befestigten Marktes genannt ehe 1463 die Verwüstung des Marktes durch die Böhmen dokumentiert ist. Des Weiteren wurde die Kapelle zu einer einschiffigen Kirche adaptiert. Im Jahr 1504 ging das Gebiet schließlich in den Besitz der Habsburger über. Als 1620 kaiserliche Truppen im Zuge des Dreißigjährigen Kriegs in den Ort eindringen, kommt es zu großen Zerstörungen. Der Kirchturm brannte nieder und erhielt seinen noch heute erhaltenen steinernen Helm. 1645 litt der Ort schließlich auch unter den Zerstörungen durch die Schweden. Bereits vorher wurde das „Glöcklein von Schwallenbach“ als Herrschaftssitz der Schwallenbacher im Markt errichtet, das in seiner Gestalt von 1617 ebenfalls noch heute existiert. In den folgenden Jahrzehnten entstand der sog. Rannahof, der als Lesehof zum Gutsbestand Ranshofen gehörte und später auch als Kloster diente. Während dieser Zeit entstand auch die ehem. Nagelschmiede und der alte Pfarrhof im Ort.
Laut Adressbuch von Österreich waren im Jahr 1938 in der Marktgemeinde Schwallenbach ein Gastwirt, ein Gemischtwarenhändler, ein Maurermeister und ein Landwirt mit Direktvertrieb ansässig, zudem gab es das Hotel Glöcklein von Schwallenbach, das mit dem Namen auf eine Sage Bezug nimmt.
Die Freiwillige Feuerwehr errichtete 1929 durch Anton Theuerwekl ein kleines Feuerwehrhaus, das bis zum Jahr 1992 noch in Betrieb war. Im Anschluss baute man ca. 100 m weiter ein neues größeres Feuerwehrhaus, das den neuen Anforderungen besser gerecht wurde. Das alte Gebäude aus dem Jahr 1929 blieb erhalten und wurde 2009 saniert und zu einem kleinen Feuerwehrmuseum umgebaut.

## Sehenswürdigkeiten

### Kirche

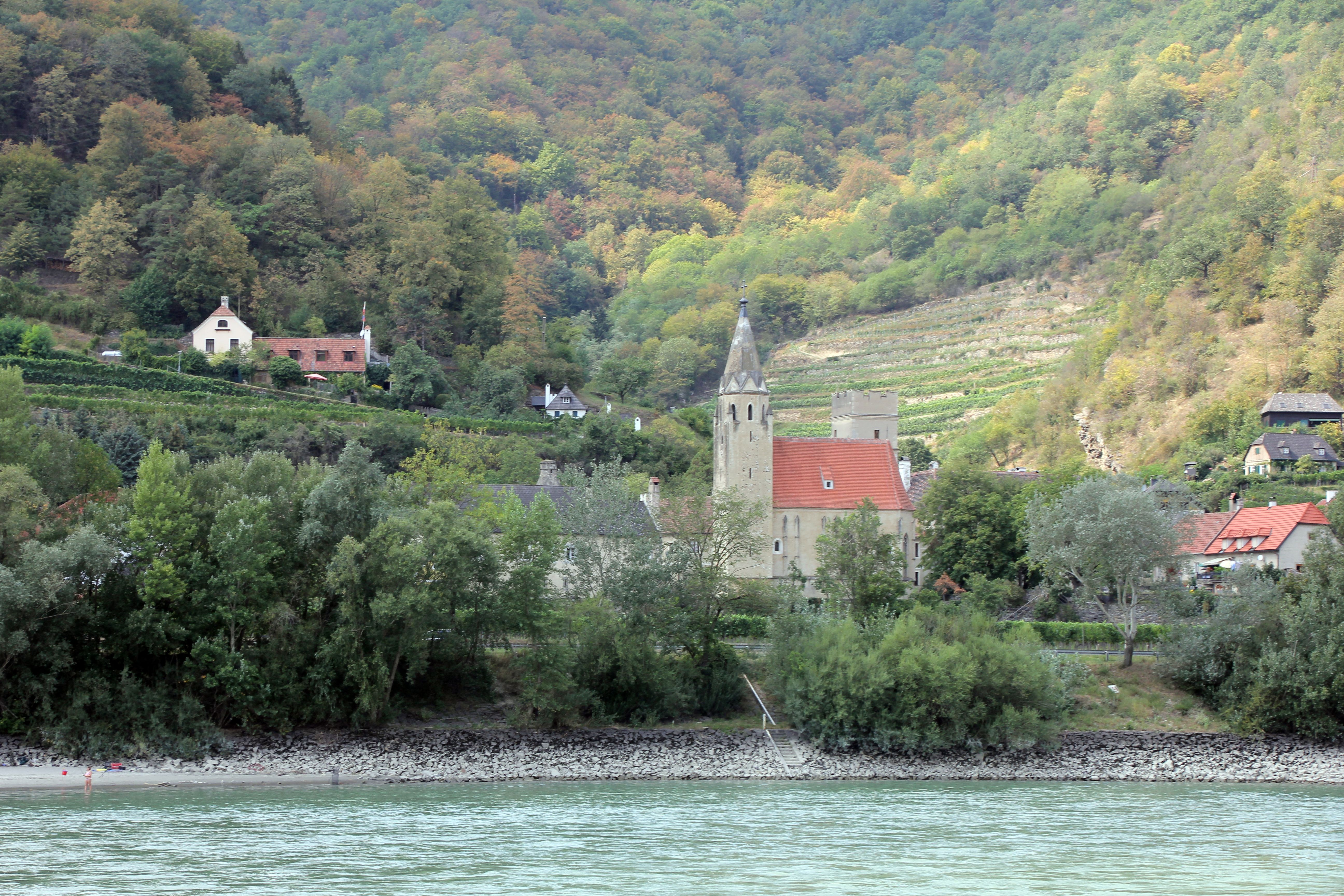
Kirche hl. Sigismund, Schwallenbach

Die Kirche von Schwallenbach geht auf eine Kapelle aus dem Jahre 1420 zurück, die dem Heiligen Sigismund geweiht wurde. Strebepfeiler und Gewölberippen deuten auf den spätgotischen Stil hin. Eine Marienstatue der Kirche ist aus dem Jahre 1515 erhalten, der barocke Altar wurde 1724 vom Bischof aus Passau eingeweiht. Das dem Heiligen Sigismund gewidmete Altarbild von Martin Johann Schmidt stammt aus dem Jahre 1767.

### Schloss Schwallenbach

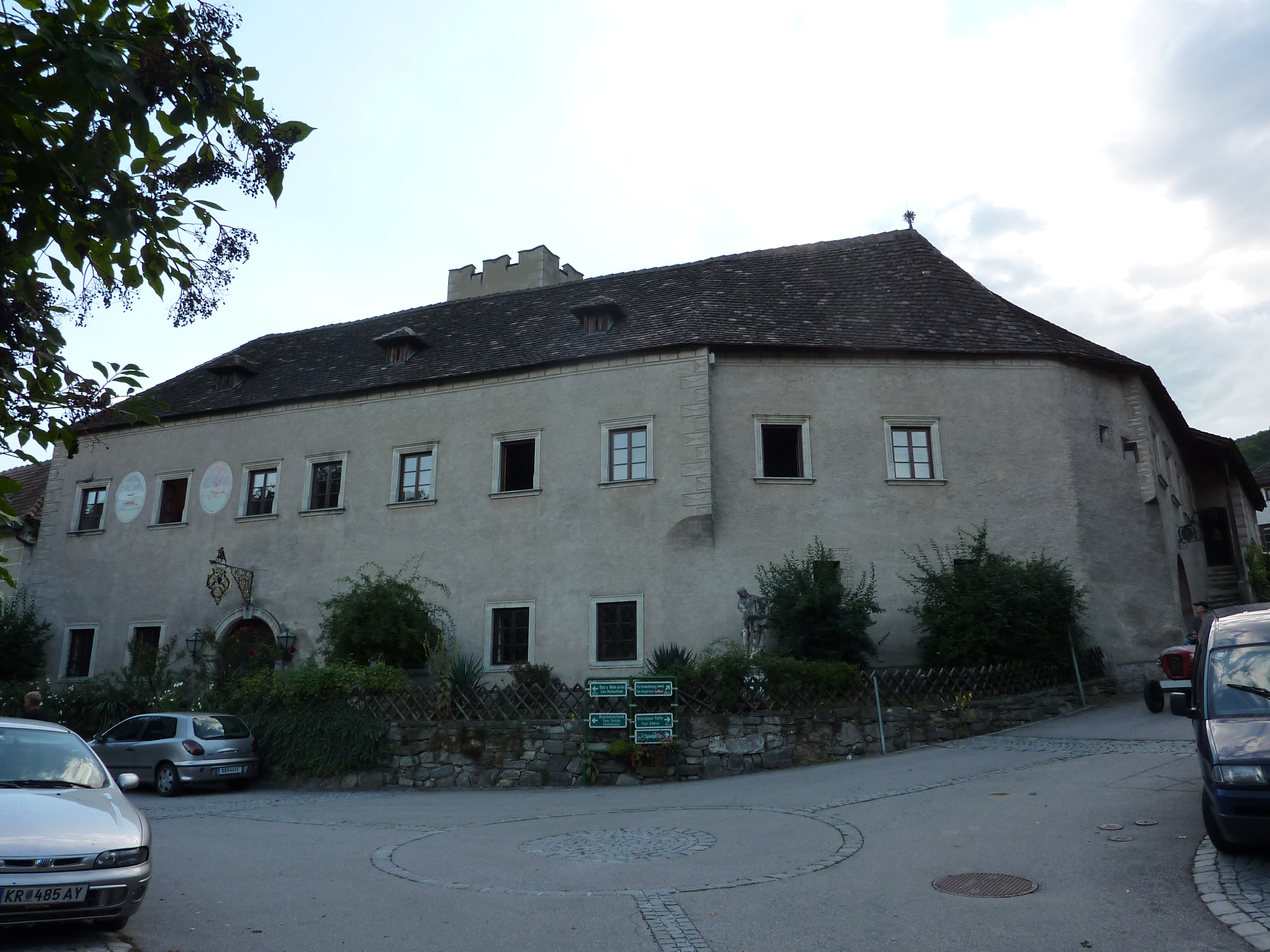
Glöcklein von Schwallenbach

Schräg gegenüber der Kirche liegt das Glöcklein von Schwallenbach, eine mittelalterliche Burganlage die ursprünglich der Herrschaftssitz der Schwallenbacher war. Engelschalcus und Chunradus de Swelpach werden 1243 erstmals hier erwähnt. Nach mehreren Zerstörungen präsentiert sich der Sitz heute als ein unregelmäßiger zweigeschoßiger Vierflügelbau und geht in seinem Aussehen auf den Umbau durch Anna von Polheim († 1617) zurück. Bemerkenswert ist der noch erhaltene mittelalterliche, viereckige, fünfgeschoßige Wehrturm.

### Weitere Sehenswürdigkeiten
Das Rannahof-Haus gehörte als Lesehof zum Gutsbestand der Ranshofer und diente später als Kloster. Weitere Häuser aus dem 15. und 16. Jahrhundert sind erhalten, darunter der alte Pfarrhof.

## Persönlichkeiten
- Franz Viehböck (1923–2020), Physiker und Hochschullehrer an der Technischen Universität Wien

## Trivia
Der Schauspieler und Sänger Fritz Imhoff intonierte um 1930 das Lied Im Glöcklein zu Schwallenbach.